# Escuela Técnica Superior de Ingeniería Industrial (Universidad de Málaga)
La Escuela Técnica Superior de Ingeniería Industrial de Málaga era el centro de la universidad de la misma ciudad que, creada en el año 1990 como escuela paralela a la histórica Escuela de Peritos de la misma ciudad, acogía las titulaciones de educación superior enfocadas a la ingeniería industrial, ingeniería de sistemas, ingeniería de organización industrial e ingeniería electrónica industrial. En 2016 se fusionó con la Escuela Politécnica Superior dando lugar a la Escuela de Ingenierías Industriales.

## Historia
La ETSII de Málaga fue fundada en 1990 por Decreto 208/199 de 3 de julio de 1990,  comenzando a funcionar en octubre del mismo año, sobre la base de la necesidad y demanda de titulaciones no contempladas en la enseñanza técnica impartida por la Escuela Universitaria Politécnica. Ubicada en sus comienzos junto a esta en el campus de El Ejido, en el año 2009 se trasladó a la nueva Escuela de Ingenierías, en la ampliación del campus de Teatinos. Ese mismo año, a partir de la introducción del plan bolonia, se comenzaron a impartir diversos grados amparados en el proyecto Andalucía TECH.
Anualmente y desde el año 2008 la escuela participa en colaboración con la Universidad Técnica de Dresde y la Universidad Técnica de Brno en la Summer School on Mechatronics, jornadas sobre mecatrónica con especial énfasis en robótica en la que participan diez alumnos de cada escuela.

### Nuevo edificio
El nuevo edificio, obra del arquitecto malagueño Salvador Moreno Peralta fue inaugurado en 2009 en la ampliación del Campus de Teatinos en sustitución de las instalaciones anteriores en El Ejido y que comparte con la Escuela Universitaria Politécnica. Se trata de un complejo formado por el edificio principal, donde se ubican las aulas, despachos, biblioteca y laboratorios de pequeña dimensión; y un segundo módulo que alberga los laboratorios que requieren una cimentación o dimensión especiales.
El edificio obtuvo la certificación energética A (máxima categoría en eficiencia energética) otorgada por la Agencia Andaluza de la Energía.
Desde 2014 está en funcionamiento el primer tramo de la línea 1 del Metro de Málaga a modo de tranvía interno por el Campus Universitario de Teatinos, sirviendo así para la movilidad de los estudiantes entre la zona primitiva y la ampliación del Campus.

## Estudios y titulaciones
- Grado en Ingeniería de la Energía (Andalucía TECH)
- Grado en Ingeniería en Tecnologías Industriales
- Grado en Ingeniería de Organización Industrial (Andalucía TECH)
- Grado en Ingeniería Electrónica, Robótica y Mecatrónica (Andalucía TECH)

Y cuatro titulaciones a extinguir:
- Ingeniero en Automática y Electrónica Industrial
- Ingeniero en Electrónica
- Ingeniero en Organización Industrial
- Ingeniero Industrial

## Departamentos
En la ETSII de Málaga imparten docencia un total de diecisiete departamentos de la universidad: 
| - Arquitectura de Computadores - Economía y Administración de Empresas - Electrónica - Estadística e Investigación Operativa - Expresión gráfica, Diseño y Proyectos - Filología Inglesa, Francesa y Alemana | - Física Aplicada II - Ingeniería Civil, de Materiales y Fabricación - Ingeniería de Comunicaciones - Ingeniería de Sistemas y Automática - Ingeniería Eléctrica - Ingeniería Mecánica y Mecánica de Fluidos | - Ingeniería Química - Lenguajes y Ciencias de la Computación - Matemática Aplicada - Máquinas y Motores Térmicos - Tecnología Electrónica |